# Федерація (комплекс)
«Федерація» (рос. Федера́ция) — архітектурний комплекс з двох хмарочосів, побудований в Москві на 13-ій дільниці Московського міжнародного ділового центру. Вежа «Схід» — найвищий хмарочос у Європі. Архітектурний проект розроблений Сергієм Чобану спільно з Петером Швегером.
Комплекс є 2 вежами, зведеними на одному стилобаті.
- Вежа «Схід» — 101-поверхова конструкція. 25 вересня 2014 «Вежа Федерація» стала найвищою будівлею в Росії і Європі. Верхня відмітка споруджуваної вежі «Восток» комплексу «Федерація» досягла 343 метра. Будівництво монолітного каркаса завершилося 9 грудня 2014 року. У наприкінці 2015 року закінчені інженерні роботи та скління. Висота становить рівно 374 метра.
- Вежа «Захід» — 63-поверхова конструкція. Будівництво повністю завершено. Висота хмарочоса складає 242,4 метра.

Загальна площа «Вежі Федерація» налічуватиме 442 915,2 кв.м. Загальна площа земельної ділянки — 10 730 кв.м.
У комплексі «Вежа Федерація» розміщені офіси та квартири. Стилобат — 6-поверховий атріум — займають офіси і торгова галерея.

## Темпи і терміни будівництва
Темпи будівництва в 2014 році — 3 поверхи (12-15 метрів) в місяць.
Терміни ключових етапів будівництва:
- Завершення монолітних робіт (95-й поверх) — 9 грудня 2014 року.
- Завершення фасадних робіт по 89-й поверх (без «навершення») — березень 2015 року
- Завершення робіт з «навершення» — вересень 2016 року.
- Завершення робіт з інженерних систем — I квартал 2016 року.
- Здача комплексу в експлуатацію — 2017 року.